# Iuenka
Iuenka (també Iunka, Iuwenka, Iun-ka) va ser un príncep d'Egipte de la IV dinastia. Tenia el títol de Fill del Rei.
Iuenka era fill del príncep Khufukhaf I i de la princesa consort Nefertkau II. Per tant, era net del faraó Khufu i la reina Henutsen. El germà d'Iuenka era Uetka i també tenia una germana.
El príncep Iuenka apareix a la doble mastaba dels seus pares a Guiza (G 7140) on se'l representa oferint un papir al seu pare. També hi apareix agenollat. El seu germà Uetka també hi està representat.